# Hans Leu le Jeune
Hans Leu le Jeune (né vers 1490 à Zurich, mort le 24 octobre 1531 à Gubel) est un peintre zurichois.

## Biographie
Fils du peintre Hans Leu l'Ancien, il se forme vraisemblablement dans l'atelier de son père dont il est l'assistant en 1504. À sa mort en 1507, il reprend l'atelier puis séjourne à Nuremberg où il fait la connaissance des œuvres d'Albrecht Dürer et d'Albrecht Altdorfer et à Fribourg-en-Brisgau pour être auprès de Hans Baldung et revient à Zurich en 1514.
La rareté des commandes importantes le pousse à s'enrôler et à combattre à la bataille de Marignan en 1515. Toujours la même année, illégalement, il entre comme soldat mercenaire au service du duc Ulrich VI de Wurtemberg, un acte pour lequel il doit répondre devant un tribunal.
En 1523, il est témoin d'épisodes d'iconoclasme qui conduisent notamment à la destruction de la plupart de ses propres œuvres sacrées et de presque toutes celles de son père ; c'est pourquoi d'abord il s'oppose à la nouvelle foi protestante et s'installe à Lucerne.
En 1526, il s'adapte aux nouvelles conditions et rejoint la réforme protestante de Zurich. Sur le plan artistique, cependant, il se consacre à la représentation du paysage.
L'art de Hans Leu, enraciné dans la tradition sacrée médiévale, se caractérise par la représentation d'une nature imprégnée de panthéisme. En ce sens, ses œuvres, d'une qualité remarquable, montrent des affinités avec les œuvres de l'école allemande du cercle de Hans Baldung et Albrecht Altdorfer. Certaines des œuvres attribuées à Hans Leu portent la marque de l'œillet (Maîtres à l'œillet).
En 1531, il participe aux négociations de paix d'Aarau entre catholiques et protestants. Il meurt peu de temps après à la bataille de Gubel, pendant la Seconde Guerre de Kappel, aux côtés des réformés.
Il se marie deux fois : la première avec Verena Ott, fille de Hermann, conseiller municipal de Zurich ; la seconde avec Margreth Haldenstein.

Quelques œuvres.
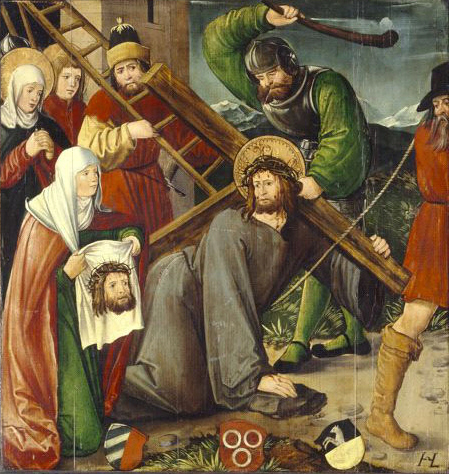
Crucifixion du Christ, après 1515.
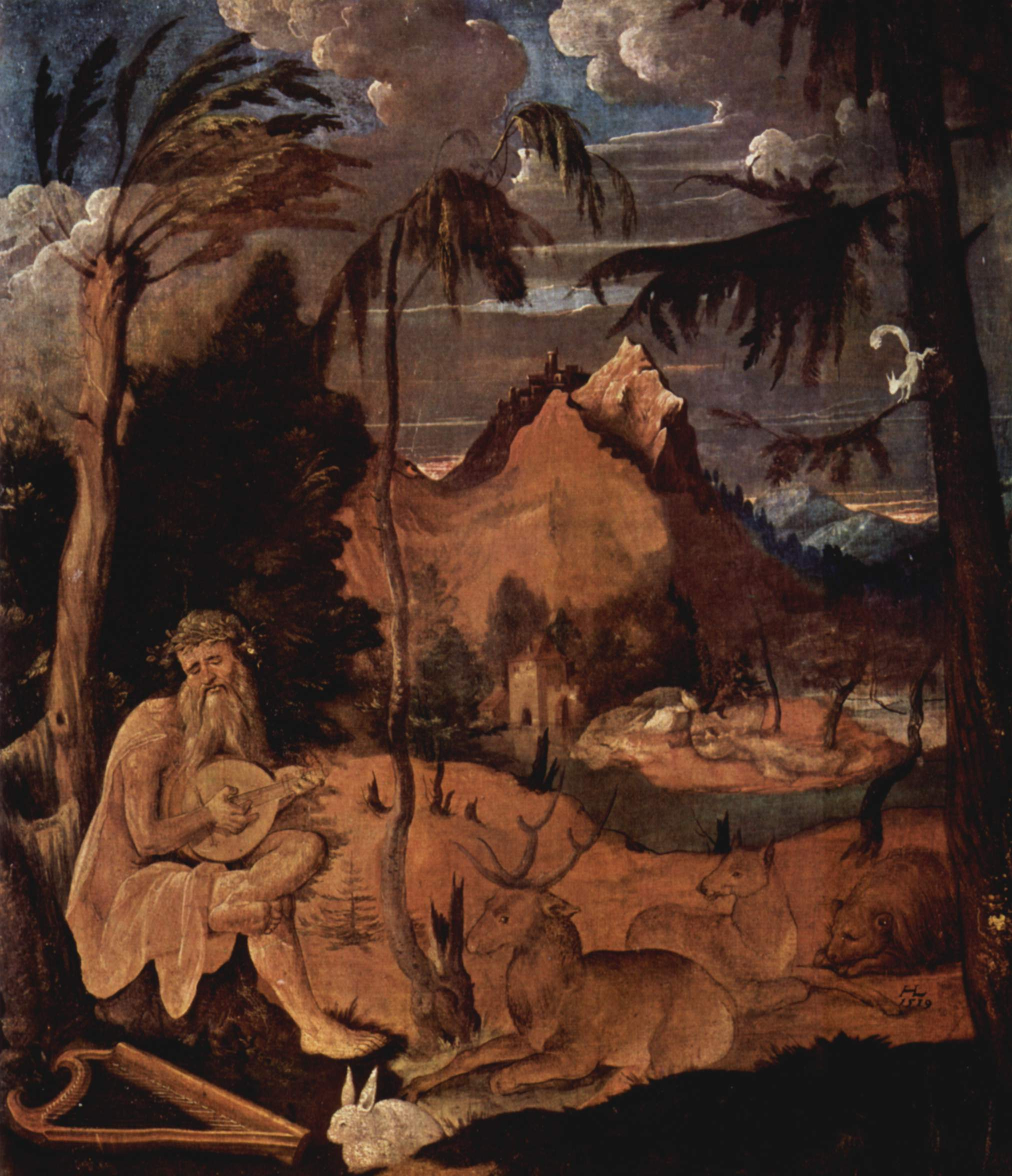
Orphée et les Animaux, 1519.
Portrait d'un inconnu, vers 1516.